# UFC 263
UFC 263: Adesanya vs. Vettori 2 foi um evento de artes marciais mistas produzido pelo Ultimate Fighting Championship e que aconteceu no dia 12 de junho de 2021, na Gila River Arena em Glendale, Arizona, nos Estados Unidos.

## História
O evento foi o segundo que a organização disputa em Glendale, depois do UFC on Fox: Poirier vs. Gaethje em abril de 2018. A Zuffa já havia sediado o evento final World Extreme Cagefighting , WEC 53, na arena em dezembro de 2010.
Uma luta pelo título do UFC entre o atual campeão Israel Adesanya e Marvin Vettori foi a atração principal do evento. A dupla se enfrentou anteriormente no UFC on Fox: Poirier vs. Gaethje, onde Adesanya venceu por decisão dividida.
Uma revanche pela disputa do Cinturão Peso-Mosca do UFC entre o então campeão Deiveson Figueiredo e o ex-desafiante ao título Brandon Moreno ocorreu no evento. A dupla se reuniu anteriormente em dezembro de 2020 no UFC 256, onde Figueiredo manteve o título depois que a luta foi marcada pelo empate majoritário.
No evento está prevista a luta dos meio-pesados entre Paul Craig e Jamahal Hill. A dupla foi previamente agendada para acontecer no UFC on ESPN: Brunson vs. Holland, mas Hill desistiu desse evento em 10 de março, após teste positivo para COVID-19.
Uma luta entre Leon Edwards e o ex-desafiante ao Cinturão Peso-Leve do UFC Nate Diaz (também vencedor do The Ultimate Fighter 5 no peso-leve) ocorreria no UFC 262. No entanto, Diaz desistiu devido a uma pequena lesão no início de maio e a luta foi adiada para este evento. Apesar da diferença de data, a dupla manteve seu status original, marcando a primeira vez na história do UFC que uma luta sem título além do evento principal está marcada para cinco rounds.

## Resultados
Nota 1 Pelo Cinturão Peso Médio do UFC. 

Nota 2 Pelo Cinturão Peso Mosca do UFC. 

## Bônus da Noite
Os lutadores receberam US$50.000 de bônus:
- Luta da Noite:  Brad Riddell vs.  Drew Dober
- Performance da Noite:  Brandon Moreno e  Paul Craig